# Щединген
Щединген (на немски: Stedingen, Stedingerland) е територия на олденбургските Везер-блата в район Везермарш в Долна Саксония, Германия.
Щединген е през 13 век първата Селска република.